# サウンドノベル
サウンドノベル（sound novel）は、アドベンチャーゲームの一種である。また、日本ではスパイク・チュンソフトの登録商標である。
それまでのアドベンチャーゲームとは異なり、小説をモチーフとしているため、区切られたメッセージウィンドウではなく、画面全体にテキストが表示されるのが特徴。コンピュータゲームである特性を活かし、効果音・BGM・映像効果が盛り込まれている。
第1作は、1992年3月7日にチュンソフトから発売されたスーパーファミコン用ソフト『弟切草』。

## 概要
「サウンドノベル」は、テレビ画面に背景映像とサウンド（BGMや効果音）をともなって表示される文章を追って、読み進めていくことで進行するものである。以前から存在するものでいえば「ゲームブック」に近く、「サウンドノベル」もその影響を受けたものであった。紙の本には基本的に付属しない音や、絵の動きといった演出が加わることで、プレイヤーに臨場感・緊張感を与えている。文章を追っていく途中で選択肢が提示され、物語の展開にプレイヤーが働きかけることが可能で、クリア回数やストーリーの進行具合によっては、出現する選択肢が増えたり、変わったりするなど、従来のアドベンチャーゲームでは見られなかった特徴を持っている。
シリーズの草分けである『弟切草』『かまいたちの夜』の影響から、恐怖心を煽るホラー物やサスペンス形式の作品が多い。『かまいたちの夜』発売以降、アテナの『夜光虫』を皮切りにチュンソフト以外からもサウンドノベルおよびこれに類するゲームが発売され、新たなゲームジャンルとして確立していく。それらのゲームでは、選択肢によるシナリオ分岐やプラグ管理構造については『かまいたちの夜』に近いスタイルが一般となっている。ゲーム中の文章は一人称で書かれることが多いが、三人称のものも存在する。
類似形式に「ビジュアルノベル」がある。

## 作品一覧

### コンシューマー（チュンソフト）
- 1992年3月7日 - 弟切草（SFC）
- 1994年11月25日 - かまいたちの夜（SFC）
- 1998年1月22日 - サウンドノベル 街 -machi-（SS）
- 2002年7月18日 - かまいたちの夜2 監獄島のわらべ唄（PS2）
- 2006年7月27日 - かまいたちの夜×3 三日月島事件の真相（PS2）
- 2007年10月25日 - 忌火起草（PS3）
- 2008年12月4日 - 428 〜封鎖された渋谷で〜（Wii）
- 2011年12月17日 - 真かまいたちの夜 11人目の訪問者（PS3・PS Vita）

### コンシューマー（チュンソフト以外でサウンドノベルを冠したタイトル）
- 1996年2月3日 - ラジカル・ドリーマーズ -盗めない宝石-（サテラビュー、スクウェア）
- 1996年5月31日 - サウンドノベルツクール（SFC、アスキー）
- 1997年9月25日 - サウンドノベルツクール2（PS・SS、アスキー）
- 1999年5月8日 - ノベルズ〜ゲームセンターあらしR〜（PS、ヴィジット）
- 1999年7月1日 - 稲川淳二 恐怖の屋敷（PS、ヴィジット）
- 2000年7月13日 - THE サウンドノベル（PS、ディースリー・パブリッシャー）
- 2005年12月8日 - THE 呪いのゲーム（PS2、ディースリー・パブリッシャー）
- 2006年12月7日 - DS電撃文庫 アリソン（DS、メディアワークス）
- 2006年12月7日 - DS電撃文庫 いぬかみっ! feat.Animation（DS、メディアワークス）
- 2007年1月11日 - DS電撃文庫 イリヤの空、UFOの夏（DS、メディアワークス）
- 2007年10月25日 - DS電撃文庫 イリヤの空、UFOの夏II（DS、メディアワークス）
- 2008年2月28日 - DS電撃文庫ADV バッカーノ!（DS、メディアワークス）
- 2010年6月3日 - 怪談レストラン 裏メニュー100選（DS、バンダイナムコゲームス）
- 2011年6月30日 - 怪談レストラン ゾク!新メニュー100選（DS、バンダイナムコゲームス）

### コンシューマー（チュンソフト以外の類似形式）
- 1996年3月1日 - 晦-つきこもり（SFC、バンプレスト）
- 1996年4月12日 - リングオブサイアス（PS、アテナ）
- 1996年6月14日 - 犯行写真〜縛られた少女たちの見たモノは?〜（SS、イマジニア）
- 1995年6月16日 - 夜光虫（SFC、アテナ）
- 1995年8月4日 - 学校であった怖い話（SFC、バンプレスト）
- 1995年8月4日 - 百物語〜ほんとにあった怖い話〜（PCE、ハドソン）
- 1995年11月24日 - 魔女たちの眠り（SFC、パック・イン・ビデオ）
- 1995年12月22日 - 月面のアヌビス（SFC、イマジニア）
- 1995年12月22日 - ざくろの味（SFC、イマジニア）
- 1996年9月27日 - 黒ノ十三（PS、トンキンハウス）
- 1996年12月27日 - ゲゲゲの鬼太郎 幻冬怪奇譚（SS、バンダイ）
- 1997年5月9日 - あかずの間（PS、ヴィジット）
- 1997年5月30日 - 信長秘録 下天の夢（PS、アテナ）
- 1997年7月18日 - リアルサウンド 〜風のリグレット〜（SS、ワープ） - 画面が表示されず、ラジオドラマのように音だけを聴いてストーリーを楽しむ形式である。ストーリーの分岐点でチャイムが鳴り、選択肢を選ぶことでストーリーが変化するマルチエンディングとなっている。
- 1997年8月8日 - 古伝降霊術 百物語〜ほんとにあった怖い話〜（SS、ハドソン）
- 1998年2月26日 - 最終電車（PS、ヴィジット）
- 1998年7月2日 - 大幽霊屋敷 〜浜村淳の実話怪談〜（PS、ヴィジット）
- 1998年7月16日 - 夜想曲（PS、ビクターインタラクティブソフトウエア）
- 1998年9月23日 - 機動戦艦ナデシコ The blank of 3 years（SS、セガ）
- 1999年3月4日 - 19時03分 上野発夜光列車（PS、ヴィジット）
- 1999年8月5日 - TERRORS（WS、バンダイ）
- 1999年10月22日 - 夜光虫II〜殺人航路〜（N64、アテナ）
- 2000年4月20日 - 閉鎖病院（PS、ヴィジット）
- 2000年7月13日 - 稲川淳二 真夜中のタクシー（PS、ヴィジット）
- 2000年10月26日 - 高2→将軍（PS、アスク）
- 2000年12月21日 - アナザヘヴン〜memory of those days〜（WS、オメガ・ミコット）
- 2000年12月21日 - TERRORS2（WS、バンダイ）
- 2001年3月21日 - プレイノベル サイレントヒル（GBA、コナミ）
- 2001年5月24日 - SuperLite 1500シリーズ 魔紀行（PS、サクセス）
- 2001年5月24日 - バウンティハンターサラ ホーリーマウンテンの帝王（PS・DC、カプコン）
- 2001年6月14日 - 夜想曲2（PS、ビクターインタラクティブソフトウエア）
- 2001年7月26日 - LAST ALIVE（WS、バンダイ）
- 2001年8月2日 - 五分後の世界（PS2、メディアファクトリー）
- 2001年8月9日 - 逢魔が時（PS、ビクターインタラクティブソフトウエア）
- 2001年9月13日 - 逢魔が時2（PS、ビクターインタラクティブソフトウエア）
- 2000年8月10日 - リング∞（WS、バンダイ）
- 2001年9月27日 - THE ホラーミステリー（PS、ディースリー・パブリッシャー）
- 2002年1月24日 - 幽霊屋敷の二十四時間（GBA、グローバル・A・エンタテインメント）
- 2002年5月23日 - 月の光 〜沈める鐘の殺人〜（PS2、ビクターインタラクティブソフトウエア）
- 2002年10月3日 - 南の海のオデッセイ（GBA、グローバル・A・エンタテインメント）
- 2002年10月24日 - クリティカルバレット 7th TARGET（PS2、カプコン）
- 2002年12月26日 - 歸らずの森（PS2、グローバル・A・エンタテインメント）
- 2002年12月26日 - 彼岸花（PS2、サミー）
- 2004年8月5日 - 流行り神 警視庁怪異事件ファイル（PS2、日本一ソフトウェア）
- 2007年10月25日 - アパシー 鳴神学園都市伝説探偵局（DS、アークシステムワークス）
- 2007年11月15日 - 流行り神2 警視庁怪異事件ファイル（PS2、日本一ソフトウェア）
- 2007年11月22日 - 四八（仮）（PS2、バンプレスト）
- 2008年8月7日 - 学校のコワイうわさ 花子さんがきた!! みんなの花子さん（DS、アークシステムワークス）
- 2009年8月6日 - 流行り神3 警視庁怪異事件ファイル（PSP、日本一ソフトウェア）
- 2009年10月29日 - ゲームブックDS ソード・ワールド2.0（DS、ブロッコリー）
- 2010年1月28日 - ゲームブックDS 鋼殻のレギオス（DS、ブロッコリー）
- 2010年2月25日 - ゲームブックDS アクエリアンエイジ Perpetual Period（DS、ブロッコリー）

### 携帯電話・スマートフォン
- 2010年8月5日 - あざみ-封鎖都市-（携帯アプリ「君に贈るホラー」サイト、ナウプロダクション）